# Конституція Бразилії

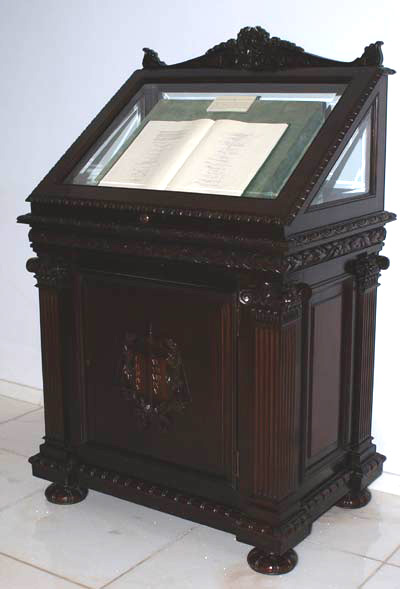
Чинна Конституція Бразилії

Конституція Бразилії — основний закон Федеративної Республіки Бразилія. Чинна конституція Бразилії ухвалена 5 жовтня 1988 року.
Конституція Бразилії є джерелом правових повноважень, що покладено в основу існування держави, та закріплює основи політичної, правової й економічної систем країни, основи правового статусу громадян Бразилії.

## Історія створення
Чинна конституція є сьомою за ліком конституцією Бразилії. Її розробка тривала понад три роки: з 1985 до 1988 року.
Створення нової конституції стало необхідним після того, як на початку 1985 року в Бразилії завершилась двадцятирічна військова диктатура й почались глобальні демократичні перетворення. 18 липня 1985 президент країни Жозе Сарні видав декрет про створення Тимчасової комісії з конституційних перетворень. Ця комісія розробила попередній проєкт конституції, але його було розкритиковано як лівими, так і правими партіями і не було подано на розгляд Конституційної асамблеї.
Конституційна асамблея почала роботу над конституцією в лютому 1987. Текст основного закону вона розробляла у 8 тематичних комісіях, розділених на підкомісії. Загалом у них було розглянуто близько 50 тисяч пропозицій та поправок. Зрештою, 9 липня 1987 року проєкт конституції було винесено на загальнонародне обговорення. Упродовж місяця населенням було запропоновано понад 10 тисяч поправок, під якими підписались близько 12 мільйонів чоловік. До остаточного тексту конституції було включено 122 з них.
Заключне голосування за текстом конституції відбулось у Конституційній асамблеї 22 вересня 1988. Переважною більшістю голосів нову конституцію було ухвалено, й вона офіційно набрала чинності 5 жовтня того ж року.

## Загальна характеристика
Чинна конституція має характерну для бразильської традиції форму: вона складається з преамбули, основної частини, що включає 250 статей у дев'яти розділах, і перехідних конституційних положень (83 статті).
Відповідно до конституції Бразилія є демократичною правовою державою, що базується на принципах суверенітету, громадянства, людської гідності, соціальних цінностей, вільного підприємництва й політичного плюралізму.
Первинно форма правління в Бразилії була встановлена чинною конституцією як тимчасова, оскільки відповідно до статті 2 перехідних положень у країні мав відбутись референдум щодо форми (республіка чи монархія) й системи правління (парламентська чи президентська). Ця умова була включена до конституції для того, щоб після двадцяти років військової диктатури населення Бразилії звикло до демократичних відносин та свідомо відреагувало на монархічні тенденції, що з'явились у країні. Плебісцит відбувся 21 квітня 1993 року, й на ньому більшість виборців проголосувала за президентську республіку.

## Поправки
Відповідно до статті 60 до конституції можуть бути внесені поправки. Їх можуть запропонувати як мінімум третина членів Палати депутатів чи Федерального сенату, президент країни, а також законодавчі збори суб'єктів федерації.
Станом на травень 2011 року до конституції Бразилії було внесено 67 поправок. Найважливішими з них були: скорочення монопольної діяльності державної нафтової компанії «Petrobras», скорочення терміну президентських повноважень з п'яти до чотирьох років, а також дозвіл на повторне обрання президента.

## Цікаві факти
- Текст чинної конституції Бразилії складається з майже 42 000 слів, що робить її найбільшим за обсягом документом в історії країни.
- До конституції включено спеціальну статтю «про індіанців», в якій за індіанцями визнаються їхня соціальна організація, звичаї та традиції, мови й вірування, а також первинні права на землі, які вони традиційно займають[4].
- Відповідно до конституції особам, старшим за 65 років у Бразилії надається право на безкоштовний проїзд у громадському транспорті[5].